# Rue des Granges
La rue des Granges est une voie de la commune française de Besançon. Elle est l'une des plus anciennes voies de la ville.

## Situation et accès
La rue traverse le quartier de La Boucle du nord au sud reliant la place de la Révolution à la place Jean-Cornet. De la place de la Révolution jusqu'à la rue de la Bibliothèque, la rue est piétonne.
Parallèle à la Grande Rue, c'est l'autre grande artère commerciale du centre historique.
Voies adjacentes
En partant de l'ouest, la rue des Granges croise les voies suivantes :
- la rue Luc Breton ;
- La rue Gambetta ;
- la rue de la République ;
- la rue Morand ;
- la rue Moncey ;
- la rue Bersot ;
- la rue de la Bibliothèque ;

Accès
La compagnie de bus Ginko gère le transport de la ville
- Les lignes  L3  L4  L6  10  Ginko Citadelle  desservent la rue.

## Origine du nom
Son appellation médiévale a survécu jusqu'à nous malgré une éclipse au cours de la Révolution française où elle prit le nom de rue de l'Égalité.

## Historique
Vers 1240-1260, la rue des Granges fait partie, avec la Grande Rue et la rue Saint-Vincent (actuelle rue Mégevand), des trois grands axes sensiblement parallèles qui traversent la Boucle dans le sens sud-nord.
Le nom de rue des Granges laisse supposer qu’elle était la rue d’arrière de la Grande Rue desservant des installations à caractère encore rural.
Au XVIe siècle, sous le règne de Charles Quint, Besançon connaît une progression démographique importante et les habitants les plus aisés se font construire de beaux hôtels particuliers le long de la rue des Granges.

## Bâtiments remarquables et lieux de mémoire
De nombreux bâtiments de la rue des Granges sont recensés dans la Base Mérimée parmi lesquels :
- L'Hôtel du Bouteiller
- L'Hôtel Buson d'Auxon
- Le café du Commerce
- L'ancienne église des Dames de Battant, aujourd'hui librairie

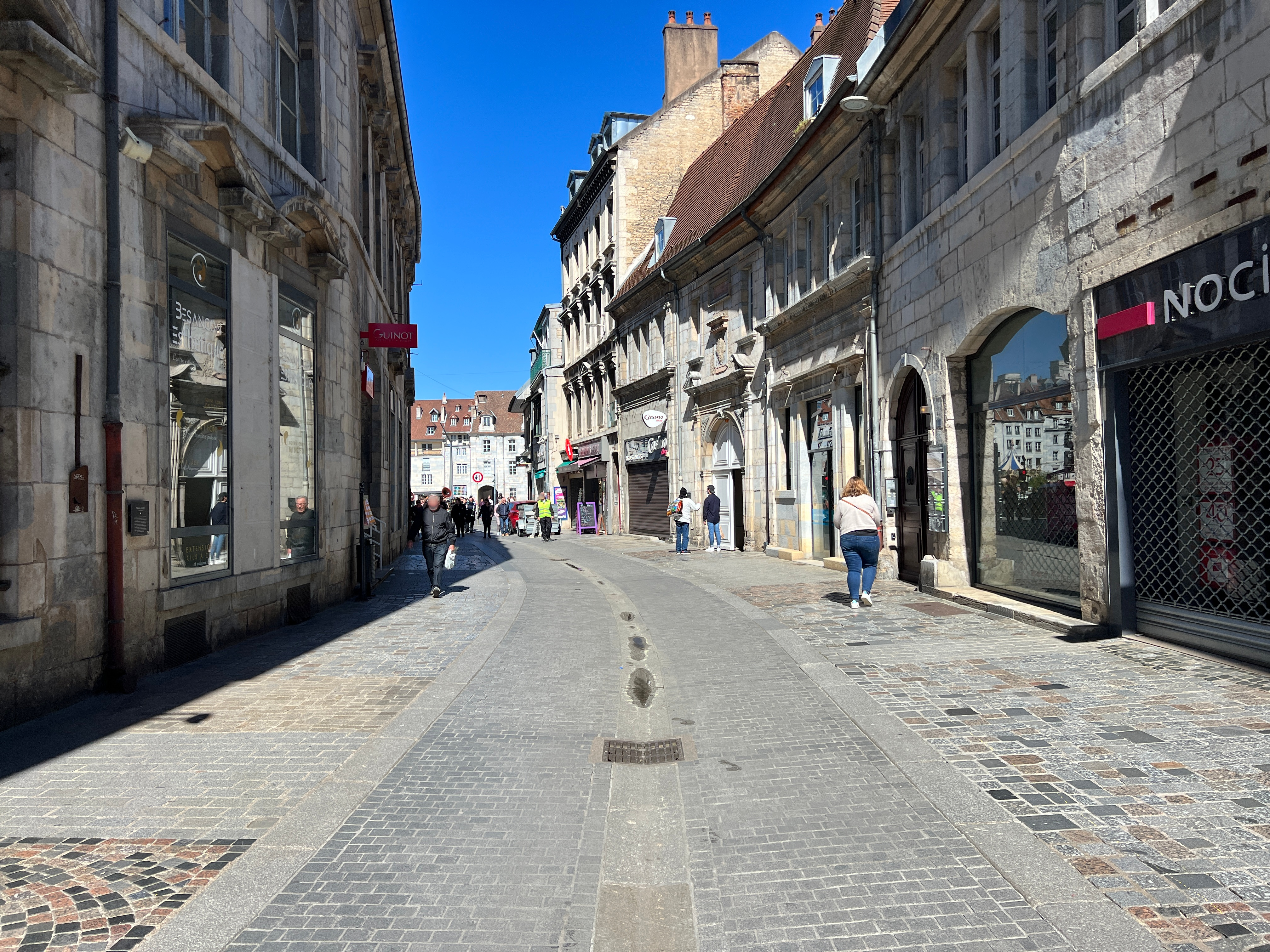
La rue vers la place de la Révolution.
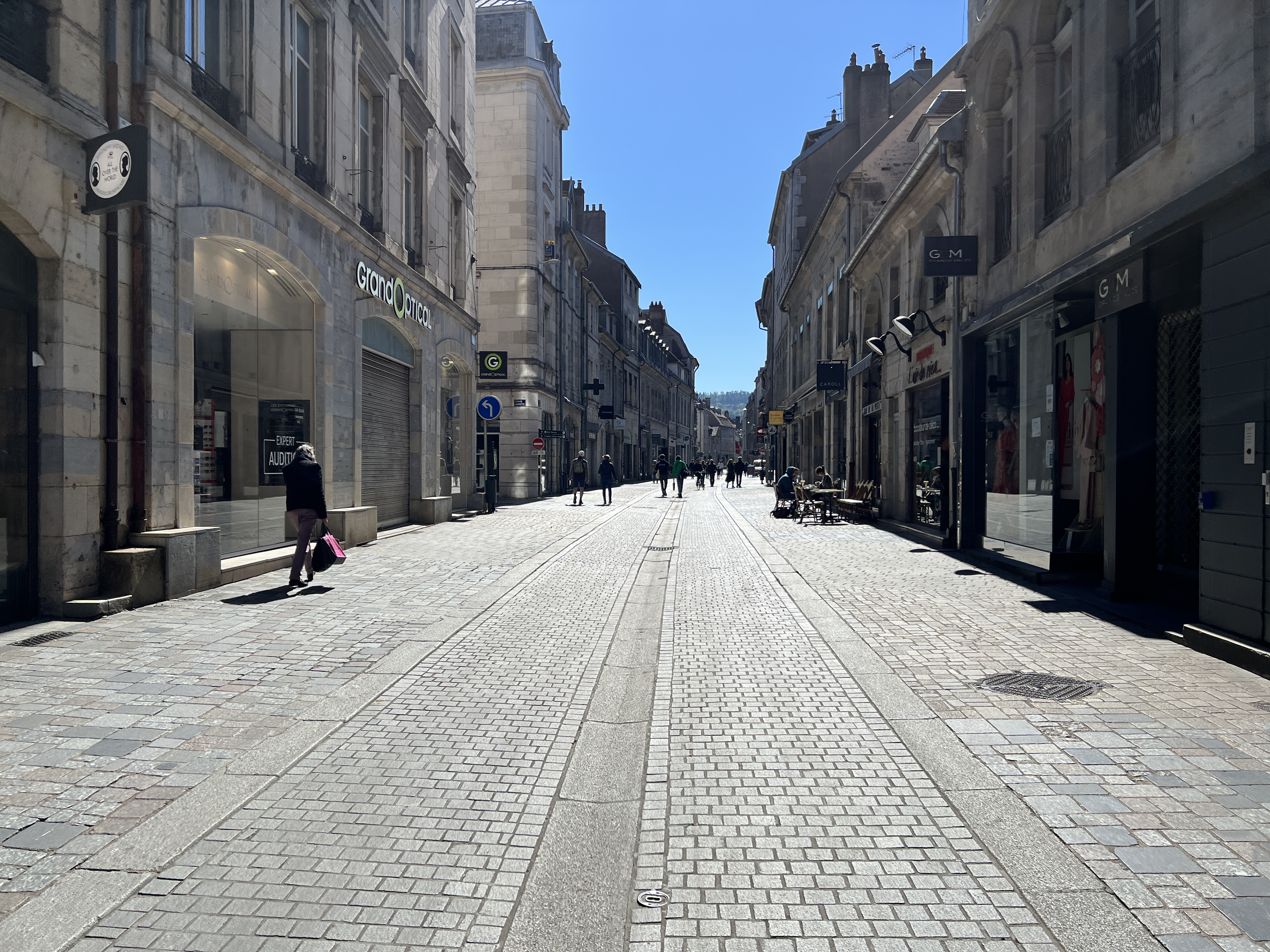
La rue au carrefour rue Gambetta.
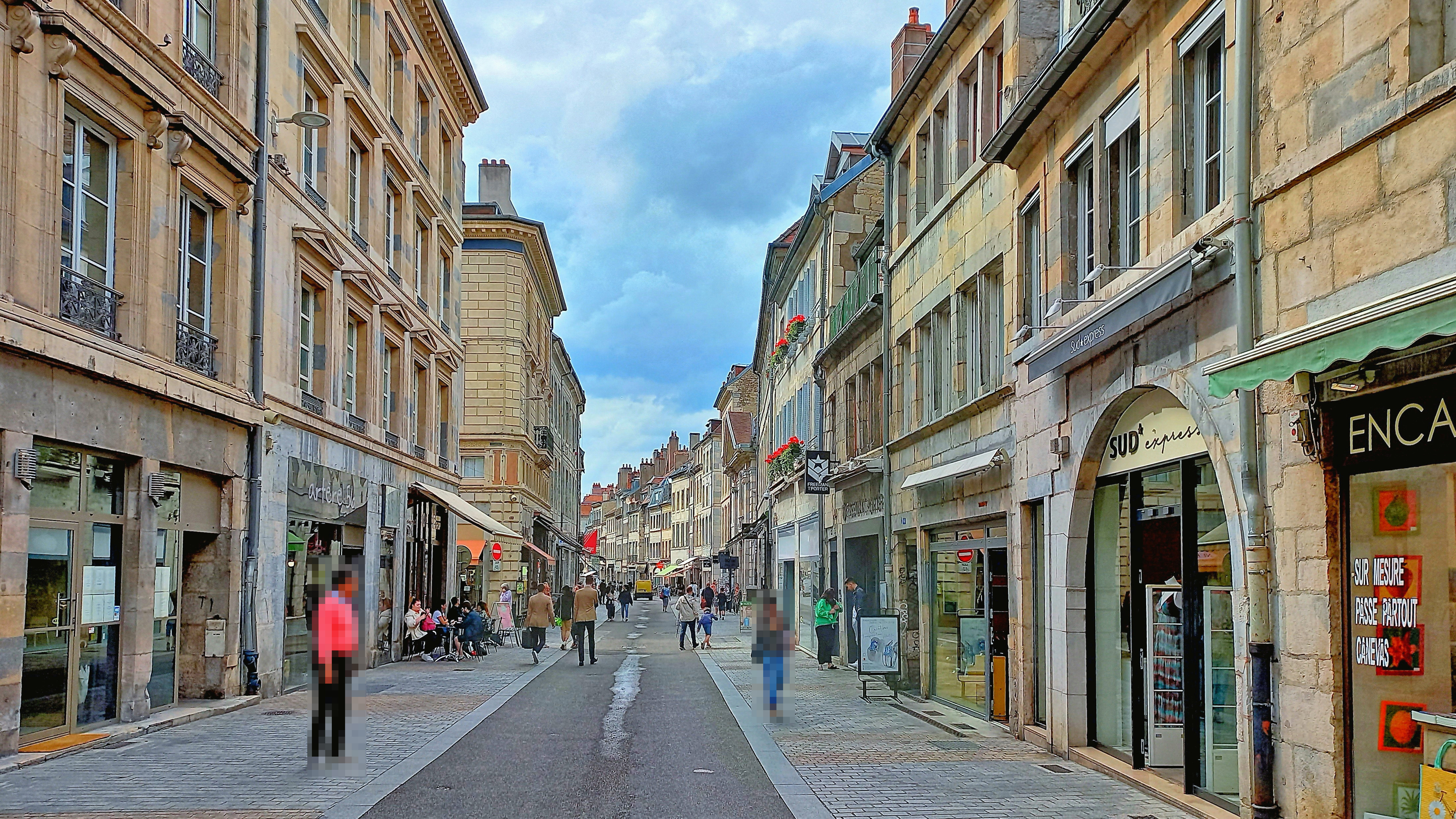
La rue au carrefour rue Moncey.